# Poetzsch Kruså
Poetzsch Kruså var en grænsebutik ved Kobbermølle (tysk: Kupfermühle) i Sydslesvig i Tyskland. Firmaet blev grundlagt i 1921 ved den gamle toldvej (lidt vest for den nuværende grænseovergang ved Kruså). En af de vigtige salgsvarer var bananer, derfor kom stedet hurtig til at hedde Banan-Alléen. Omkring 1960'erne blev den nye grænseovergang indviet og butikken også flyttet til den nuværende placering. Butikken har i 2009 undergået en omfattende ombygning og modernisering. Mange vil nok kunne huske hvordan kundevognen skulle køre ned separat med lift, da butikken lå i flere plan.

## Virksomhedsovertagelse
I efteråret 2016 overtog Calle-kæden (Fleggaard-koncernen) butikken, men var i efteråret 2017 nødt at lukke den eksisterende Calle-butik inde i selve Kobbermølle by.